# Sėsėn
Il sėsėn (in baschiro: cәсән; in russo cэсэн?) è una figura popolare della cultura baschira equivalente a un narratore o a un poeta-improvvisatore. Prima dell'avvento della scrittura era ritenuto custode di saggezza e si esibiva in maniera teatrale, spesso accompagnando le sue performance con la dumbyra, un tradizionale strumento a corde baschiro. I principali temi recitati dal sėsėn erano poemi epici, leggende e kubair, un genere letterario baschiro che consisteva in brevi liriche.
La figura del sėsėn è stata impersonata da importanti personaggi letterari del XIX secolo, come Salavat Julaev, Chabrau, Akmurza, Erėnsė, Kubaruš e Baik Ajdar. In quel periodo erano diffusi gli aytysh, le competizioni che vedevano partecipare i sėsėn.
Questo personaggio popolare si è rivelato fondamentale per lo sviluppo della poesia baschira. A partire dal XIX secolo tale figura ha richiamato l'attenzione di importanti studiosi quali Muchametša Abrachmanovič Burangulov e Farrach Davletšinovič Davlettšin.